# Gryziel tapetnik
Gryziel tapetnik (Atypus piceus) – gatunek pająka z rodziny gryzielowatych. Jeden z trzech gatunków występujących w Polsce, rzadki.

## Charakterystyka
Wielkość: Samce do 9 mm, samice nawet do 20 mm.
Długość życia: Samce 4 lata, samice 10 lat.
Pożywienie: Owady, wije, ślimaki.
Występowanie: Środkowa i południowa część Europy.
Siedlisko: Zamieszkuje tereny przyleśne oraz murawy ciepłolubne.

## Zachowanie
Gryziel tapetnik charakteryzuje się budowaniem norek, które sięgają do głębokości około pół metra. Obok niej robi pajęczynowy oprzęd. Na dnie norki przebywa głównie nocą. W dzień czyha w oprzędzie. Kiedy na oprzęd przysiądzie jakiś owad, gryziel natychmiast go atakuje i zabija.

## Synonimy
- Aranea picea
- Aranea subterranea
- Aranea aquatica
- Atypus sulzeri
- Oletera piceus
- Atypus beckii
- Proatypus thaleri

## Ochrona
Gryziel tapetnik, podobnie jak wszyscy przedstawiciele gryzielowatych w Polsce, podlega ścisłej ochronie gatunkowej.